# Университет Сальвадора (Буэнос-Айрес)
Университет Сальвадора (исп. Universidad del Salvador) — частный иезуитский университет в Буэнос-Айресе, Аргентина. Кроме кампуса в центре аргентинской столицы, имеет учебные и исследовательские центры в Пиларе, Сан-Мигеле, Баия-Бланке, а также в провинциях Санта-Крус и Мисьонес.
По состоянию на 2019 год в университете обучалось около 20 000 студентов и более 8 000 аспирантов.

## История
Общество Иисуса (иезуитов), основало первый аргентинский университет в городе Кордова в 1622 году, затем создало Высший институт философии на месте Сальвадорского колледжа. Этот институт был предшественником университета Сальвадора.
Частные университеты в были разрешены в Аргентине в 1955 году, в мае следующего года был подписан Акт об основании «Университетских факультетов Сальвадора». 15 мая 1958 года название было изменено на Университетские институты Сальвадора и, наконец, на Университет Сальвадора 8 декабря 1959 года.
В марте 1975 года иезуиты доверили управление университетом группе мирян, которые взяли на себя ответственность за сохранение идентичности Сальвадорского университета путём достижения целей и задач иезуитов. Руководство университета по-прежнему находится в ведении иезуитов.

## Структура
Факультеты и школы
- Факультет административных наук
- Экономический факультет
- Факультет образования и социальных коммуникаций
- Бридический факультет
- Факультет социальных наук
- Факультет истории, географии и туризма
- Медицинский факультет
- Факультет психологии и психопедагогики
- Факультет науки и технологий
- Школа агрономии
- Школа ветеринарной медицины
- Школа дизайна
- Школа искусства и архитектуры
- Школа востоковедения
- Школа современных языков